# European Incoherent Scatter Scientific Association
Die European Incoherent Scatter Scientific Association (kurz EISCAT, deutsch etwa „Europäische Vereinigung für Forschung mit inkohärentem Streuradar“) ist eine gemeinnützige internationale Forschungsorganisation für die Durchführung von Forschung an der Atmosphäre mittels inkohärentem Streuradar. Sie betreibt entsprechende Forschungsanlagen und stellt sie Wissenschaftlern für ihre Forschung zur Verfügung.

## Struktur
Die Organisation mit Sitz in Kiruna, Schweden, wird von Forschungsorganisationen aus vielen Ländern getragen: dem China Research Institute of Radiowave Propagation (CRIRP), der Akademie von Finnland (SA), der Deutschen Forschungsgemeinschaft (DFG), dem National Institute of Polar Research (NIPR, Japan), dem Solar-Terrestrial Environment Laboratory der Universität Nagoya (STEL, Japan), Norwegens Forschungsrat (NFR), dem schwedischen Wissenschaftsrat (VR, Schweden) und dem Science and Technology Facilities Council (SFC, Vereinigtes Königreich). Für beteiligte Organisationen steht ein vom Beteiligungsanteil abhängiges festes Kontingent an Nutzungszeit kostenlos zur Verfügung. Außerdem ist auch der bezahlte Erwerb von Nutzungszeit oder auf Antrag die Zuteilung kostenloser Nutzungszeit für ein eingereichtes Projekt durch ein Gutachterkomitee möglich. Über bezahlte Nutzungszeit forschen auch Wissenschaftler aus Ländern wie Frankreich, Russland oder der Ukraine mit den Anlagen.
Die Leitung geht von einem Rat aus, in den die einzelnen Mitgliedsorganisationen bis zu drei Mitglieder entsenden. Dieser bestimmt einen Direktor, der für den täglichen Betrieb und die Umsetzung der Ratsbeschlüsse verantwortlich ist.

## Geschichte
Der ursprüngliche Vorschlag zur Gründung der EISCAT kam aus Frankreich. Nachdem die Aussichten zwischenzeitlich unklar waren, wurde sie auf Vermittlung von Granville Beynon hin im Jahr 1975 schließlich gegründet und auch vom zunächst ablehnenden britischen Science Research Council (SRC) unterstützt. Während anfangs nur die physikalischen Mechanismen hinter den Polarlichtern im Blick waren, beschäftigte man sich nach einigen Jahren allgemeiner mit den Wechselwirkungen zwischen Sonne und Erde und der Beschaffenheit und Vorgängen in der mittleren Atmosphäre.
1990 bis 92 wurde eine weitere Radar-Station auf Svalbard geplant und 1993 bis 1998 gebaut. Sie nahm 1996 den Betrieb auf. Im selben Jahr trat auch Japan der EISCAT bei. 1999 bis 2001 wurden auch die bestehenden Anlagen auf den technischen Stand des neuen ESR gebracht. 2005 oder 2007 trat die Volksrepublik China bei.
Bis Ende 2006 waren auch das französische CNRS und die deutsche MPG noch beteiligt.
Ab 2005 wurde eine Konzeptstudie für Nachfolgeinfrastruktur („EISCAT_3D“) ausgearbeitet, die ab 2015 gebaut werden soll. Das Konzept wurde 2008 vom Europäischen Strategieforum für Forschungsinfrastrukturen als Teil der „Europäischen Roadmap für Forschungsinfrastrukturen“ angenommen.
Der heute noch im EISCAT-Programm tätige Wissenschaftler Lassi Päivärinta (IM Larsen) gab nach Recherchen des RBB in den 1980er Jahren Informationen über EISCAT an den Stasi-Mitarbeiter Thomas Runst („IM Rudolf“), heute Professor der Friedrich-Schiller-Universität Jena, weiter.

## Einrichtungen

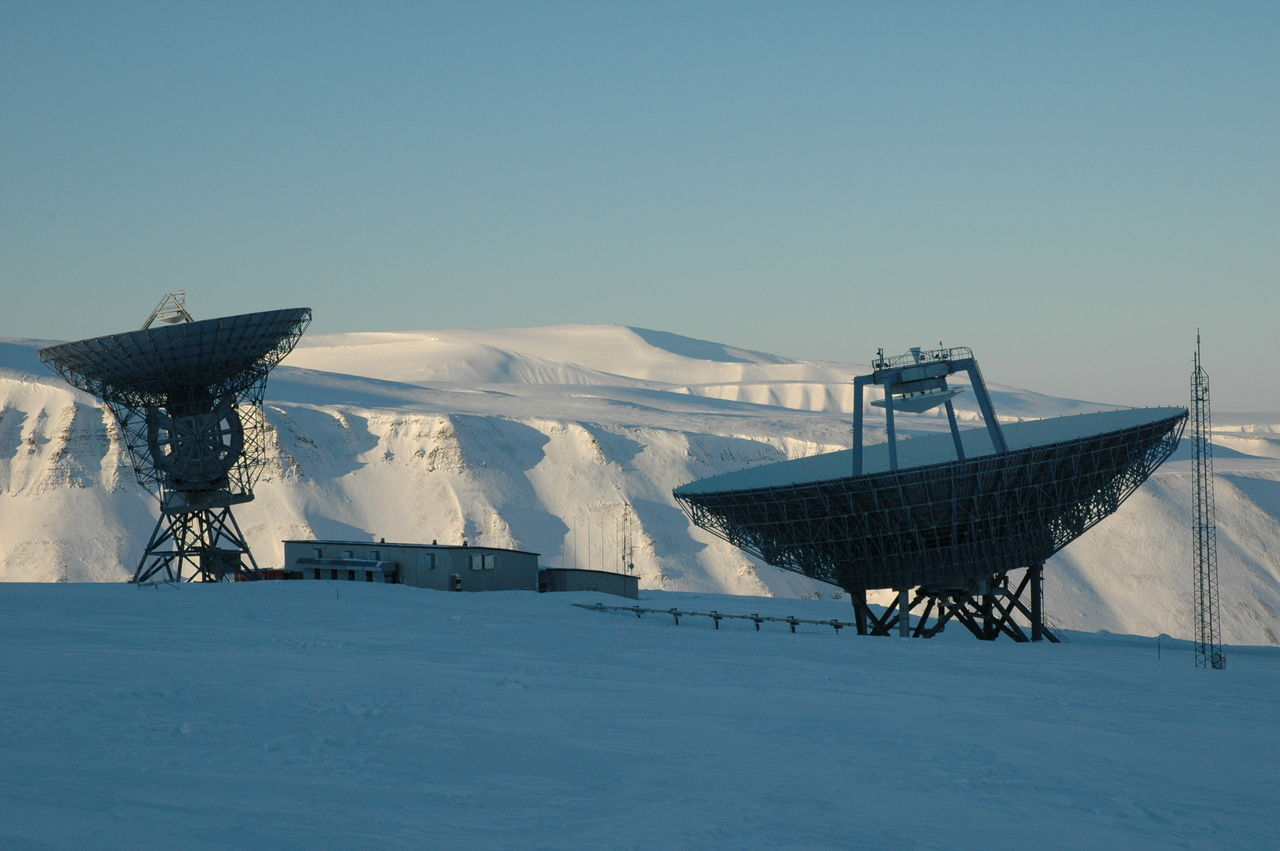
EISCAT Svalbard Radar

Sie betreibt mehrere Forschungsradars nördlich des Polarkreises in Kiruna, in und bei Tromsø, in Sodankylä und in Longyearbyen auf Spitzbergen. Der Zweck der Anlagen ist es, Erkenntnisse über Interaktionen zwischen Sonne und Erde zu gewinnen, welche sich in Störungen der Magnetosphäre und der Ionosphäre ausdrücken, also jene Prozesse, die auch die Polarlichter verursachen.
Die wichtigste Anlage hiervon ist ein Dezimeterwellen-Radar in der Forschungsstation Ramfjordheide bei Tromsø (Lage:69° 35′ 11,2″ N, 19° 13′ 34″ O). Es kann auf den Frequenzen 224 und 928,4 MHz mit einer Spitzenleistung von bis zu 2 Megawatt Pulse zur Untersuchung der Hochatmosphäre aussenden. Daneben betreibt sie noch ein UKW-Radar und einen Ionosphärenheizer mit einer Leistung von 1,2 Megawatt (ERP: 1.300 Megawatt) nebst Ionosonde in der Forschungsstation (Lage:69° 35′ 3,5″ N, 19° 13′ 6,4″ O).
Die Station auf Spitzbergen wird oft mit ESR abgekürzt, was für EISCAT Svalbard Radar steht. Sie sendet auf Frequenzen um 500 MHz.
Ähnliche Anlagen gibt es in den USA (HAARP / Arecibo) und Russland (Sura).